# Sadok Sassi
Sadok Sassi (arab. صدوق ساسي) (ur. 15 listopada 1945) – tunezyjski piłkarz występujący na pozycji bramkarza. Uczestnik Mistrzostw Świata 1978.

## Kariera klubowa
Przez całą karierę piłkarską (1958–1979) reprezentował barwy klubu Club Africain Tunis. Podczas tego okresu pięciokrotnie zdobył Mistrzostwo Tunezji w 1964, 1967, 1973, 1974, 1979 i ośmiokrotnie Puchar Tunezji w 1965, 1967, 1968, 1969, 1970, 1972, 1973 i 1976.

## Kariera reprezentacyjna
W reprezentacji Tunezji zadebiutował w 1964 roku. Uczestniczył w eliminacjach Mistrzostw Świata 1970 (przegrana z reprezentacją Maroka), w eliminacjach Mistrzostw Świata 1974 (przegrana z reprezentacją Zairu) oraz zakończonych sukcesem eliminacjach Mistrzostw Świata 1978. Z powodu kontuzji w finałach był rezerwowym i nie zagrał w żadnym meczu turnieju. Łącznie w latach 1964–1978 rozegrał w reprezentacji 115 spotkań.